# Hélder Cristóvão
Hélder Marino Rodrigues Cristóvão, röviden Hélder, (Luanda, 1971. március 21. –) angolai születésű portugál labdarúgó, hátvéd, a Penafiel menedzsere.
Nyolc szezon alatt összesen 197 mérkőzésen lépett pályára a Primeira Ligában 16 gólt szerezve, főként a Benfica színeiben. Profi szinten játszott még Spanyolországban, Angliában, Franciaországban és Görögországban is.
A portugál válogatottal szerepelt az 1996-os Európa-bajnokságon. 2009-től vezetőedzőként kezdett dolgozni, több évet töltött a Benfica B csapatában.

## Játékos pályafutása

### Klubcsapatokban
Az Angola állambeli Luandában született és az Estoril csapatában kezdte profi pályafutását. Az 1992–1993-as szezonban a Benficához szerződött, ahol a következő négy és fél évig a kezdőcsapat tagjának számított. 1996 decemberében a Deportivo de La Coruñához igazolt, ahol mindössze hat hónap alatt 22 La Liga-mérkőzést játszott, ezzel segítve a klubot a bajnokság harmadik helyének eléréséhez.
1999 novemberében kölcsönben, 500 000 font ellenében a Premier League-ben szereplő Newcastle Unitedhez igazolt. Tizenkét hivatalos mérkőzésen lépett pályára, és 2000. február 6-án a Sunderland elleni 2–2-es idegenbeli döntetlen alkalmával gólt szerzett a Tyne–Wear derbin. Abban a szezonban a Deportivo története első bajnoki címét nyerte meg, Hélder azonban nem játszott elég mérkőzést ahhoz, hogy hivatalosan bajnoki aranyérmet kapjon. Ezt követően visszatért a Deporhoz, ahol utolsó évében – amely a Copa del Rey megnyerésével zárult – már csak ritkán jutott szóhoz.
A 2002–2003-as idényben, 31 évesen visszatért a Benficához, ahol még két szezont töltött el – 2004-ben a csapattal pedig megnyerte a portugál kupát. Ezt követően a következő idényre a Paris Saint-Germainhez szerződött, ahol honfitársával, Pauletával játszott együtt. Pályafutása utolsó évét az AÉL csapatánál töltötte a 2005–2006-os szezonban; a görög Szuperligában már csak ritkán lépett pályára, majd a szezon végén visszavonult.

### A válogatottban
A portugál válogatottban 35 alkalommal lépett pályára, ezeken három gólt szerzett. Első találatát 1992. február 12-én, egy Hollandia elleni 2–0-s barátságos mérkőzésen érte el, míg az utolsót 2001. április 25-én, Párizsban, Franciaország ellen szerezte egy 4–0-s vereség alkalmával, szintén felkészülési meccsen.
Tagja volt a portugál keretnek az 1996-os Európa-bajnokságon, ahol mind a négy mérkőzésen kezdőként szerepelt Fernando Couto mellett a negyeddöntőig jutó csapatban.

## Edzői pályafutása
2009 nyarán kezdte edzői pályafutását, éppen első profi klubjánál, az Estorilnál a portugál másodosztályban. Szeptember 28-án, alig két hónappal kinevezése után menesztették.
2013. július 3-án visszatért a Benficához, ahol az utánpótláscsapat vezetőedzője lett, Luís Norton de Matos helyét átvéve. A 2014–2015-ös idényben a másodosztályban hatodik helyre vezette őket – ez a klub történetének második legjobb eredménye volt ebben a ligában (az előző évben ötödikek lettek) –, ráadásul 81 góllal a bajnokság legeredményesebb csapatává váltak.
A Benfica B a 2015–2016-os idényben csak az utolsó fordulóban kerülte el a kiesést: hazai pályán 5–0-ra legyőzték a Freamundét, miközben a Mafra és az Aves 1–1-es döntetlent játszott. Hélder csapata ebben a szezonban több vereséget szenvedett (21), mint amennyi győzelmet aratott (15), 64 gólt kapott és 59-et szerzett; emellett 2016. március 15-én 30 napra eltiltották, miután kiállították a Covilhã elleni, 2–2-es hazai döntetlen során.
2018. április 5-én bejelentette, hogy a szezon végén távozik a Benficától. Ugyanazon év augusztusában az El-Naszr sportigazgatója és akadémiai igazgatója lett a Szaúd-arábiai Pro League-ben. Novemberben, José Daniel Carreño távozása után ideiglenesen vezetőedzői feladatokat is ellátott, de ezeket átadta, amikor honfitársa, Rui Vitória lett a vezetőedző a következő januárban. Három hónappal később új munkát kapott a ligában: az El-Áttifák csapatánál vette át az irányítást, amelynek két meccse maradt a kiesés elkerülésére – ez végül sikerült is.
2020. január 6-án kinevezték a szlovák élvonal harmadik helyén álló FC DAC vezetőedzőjévé, szerződése május 31-ig szólt. Május 15-én azonban a klub úgy döntött, nem hosszabbít vele.
2020. június 7-én a frissen feljutott El-Hazem vezetőedzője lett a szaúdi élvonalban. November 27-én, amikor a csapat az utolsó helyen állt, menesztették, helyét Constantin Gâlcă vette át.
2021. szeptember 13-án az egyiptomi élvonal sereghajtója, az Iszmáilí szerződtette, de a szerződését néhány órával később felbontották, állítólag azért, mert ügynöke valótlan információkat közölt az önéletrajzában.
2022. január 30-án hazája másodosztályába tért vissza: a 12. helyen álló Penafielnél vette át Filó helyét. A szezont ugyanebben a pozícióban zárták, ezt követően pedig újabb egyéves szerződést írt alá.

## Magánélete
Fia, Flávió is hátvédként vált profi labdarúgóvá.

## Sikerei
Benfica
- Portugál bajnokság: 1993–1994[2]
- Portugál kupa: 1992–1993, 1995–1996, 2003–2004[2]

Deportivo
- Spanyol kupa: 2001–2002[25][26]
- Spanyol szuperkupa: 2000[27]

## Fordítás
Ez a szócikk részben vagy egészben  a   Hélder (footballer, born 1971) című angol Wikipédia-szócikk ezen változatának fordításán alapul.  Az eredeti cikk szerkesztőit annak laptörténete sorolja fel. Ez a jelzés csupán a megfogalmazás eredetét és a szerzői jogokat jelzi, nem szolgál a cikkben szereplő információk forrásmegjelöléseként.